# Guerre des Souliotes (1789-1793)
Pour les articles homonymes, voir Guerre des Souliotes.
Guerre russo-turque de 1787-1792
La guerre des Souliotes de 1789 à 1793 est un conflit armé entre Ali Pacha de Janina, une coalition de Souliotes et de leurs alliés musulmans. La guerre dure de février 1789 à avril 1793 et se déroule dans le contexte de la guerre russo-turque de 1787-1792 et des luttes de pouvoir locales. Les Souliotes remportent une victoire défensive mais ne parviennent pas à fomenter une grande insurrection chrétienne comme prévu à l'origine.

## Contexte
Lorsque la guerre russo-turque éclate, en août 1787, l'impératrice russe Catherine la Grande élabore ses plans pour susciter des révoltes dans toute la Grèce ottomane. Des proclamations appelant le clergé grec à mener une guerre de libération contre les Ottomans sont imprimées en septembre 1787 et en février 1788. En mars, l'amiral Samuel Karlovitch Greig et le major-général Ivan Zaborovsky sont chargés de signer des alliances et de faciliter les révoltes parmi les populations chrétiennes de Dalmatie, d'Albanie et de Grèce. Le consulat russe dans l'Heptanèse active son réseau d'agents dormants qui avaient été recrutés avant la révolution d'Orloff. Louitzis Sotiris et Panos Bitsilis commencent à recruter des soldats dans la région de l'Épire, tandis qu'Antonis Psaros et Lámbros Katsónis construisent une petite force navale en Italie. Pour l'essentiel, les plans russes ne se concrétisent pas, la flotte balte ne parvenant pas à atteindre la mer Méditerranée. Sans son aide, la plupart des alliés locaux de la Russie refusent de prendre part au soulèvement.
En mars 1788, Louitzis Sotiris atteint Préveza où il remet des proclamations russes aux chefs des Souliotes. Il recrute de nombreuses personnes pour la flotte de Katsónis, destinée à la mer Égée. Il réussit également à convaincre les Souliotes de prêter serment d'allégeance à Catherine, en septembre, en échange de brevets leur accordant des grades militaires dans l'armée russe. Le 3 mars 1790, les chefs des plus grands clans souliotes reconfirment leur serment par écrit, promettant de combattre les musulmans de Roumélie. En mai 1788, Ali, nouvellement nommé pacha de Ioánnina, reçoit l'ordre de se rendre au nord pour aider la Sublime Porte dans sa guerre contre les Autrichiens. Lorsqu'Ali est informé par Lassalle, le consul français à Preveza, de la prochaine révolte des Souliotes, il lance une campagne de recrutement à Ioánnina afin de défendre le pachalik de Ioánnina (en).

## Le conflit
Les hostilités commencent en février 1789, lorsque les hommes d'Ali Pacha attaquent un groupe de Souliotes à Loúros et volent leur bétail. Les Souliotes répondent en lançant une offensive depuis le village de Lakka et tuent tous les musulmans qu'ils rencontrent. Ali Pacha envoie une armée de 3 000 Turco-Albanais pour poursuivre les Souliotes dans leurs bastions de montagne. Dans l'espoir de se partager les terres d'Ali, Ibrahim Pacha de Vlorë, Mustapha Pacha de Delvinë  et les beys de Gjirokastër aident secrètement les Souliotes et ouvrent un nouveau front contre lui à Korçë. Les Souliotes se retrouvent ainsi temporairement alliés à leurs ennemis d'antan. En mai, Ali Pacha reçoit un firman du sultan ottoman, soutenant sa guerre contre les Souliotes. Ali Pacha capture les terres des Souliotes situées au-delà du mont Tómaros (el), mais il leur offre la paix pour concentrer son attention sur leurs alliés. Voyant que l'aide russe doit encore arriver et que le traité entraînera leur nomination comme Armatoles, les Souliotes signent l'accord de paix en juin. Une petite minorité de Souliotes qui n'ont pas été inclus dans le traité continuent leur lutte armée, volant et massacrant des civils sans tenir compte de leur affiliation religieuse jusqu'aux massifs du Macrynoros et du Pinde. Ali Pacha bat Mustapha Pacha et Ibrahim Pacha dans une série d'affrontements qui ont lieu dans les environs de Kastoriá et Korçë et qui durent tout l'été.
L'amiral Gibbs, qui a remplacé Zaborovsky, reproche aux Souliotes d'avoir abandonné le service de la couronne russe dans une lettre officielle. La confusion s'installe après que Sotiris, Bitsilis et les Souliotes s'échangent des accusations de détournement de fonds russes. Réalisant que la longévité de leur paix avec Ali Pacha dépend entièrement de l'issue de la guerre russo-turque, les Souliotes envoient deux représentants à la cour russe de Saint-Pétersbourg pour laver leur nom. Ils se voient refuser une audience en décembre 1789 mais sont admis en avril 1790, recevant le soutien de l'impératrice. Ali Pacha achète ou saisit les terres entourant les villages souliotes et chasse les bandits et les armatoles rebelles vers Parga sous contrôle vénitien. En mai 1792, il rassemble 10 000 à 20 000 soldats en vue d'une offensive contre les beys de Gjirokastër. Les Souliotes sont également appelés à participer mais seul Lámbros Tzavélas (en) et 70 de ses hommes se présentent. Tzavélas est immédiatement emprisonné et Souli se révèle être la véritable cible de la campagne. Georgios Botsaris organise la défense des quatre villages souliotes. Lambros Tzavelas promet à Ali le soutien de son clan mais le trahit et rejoint les défenseurs.

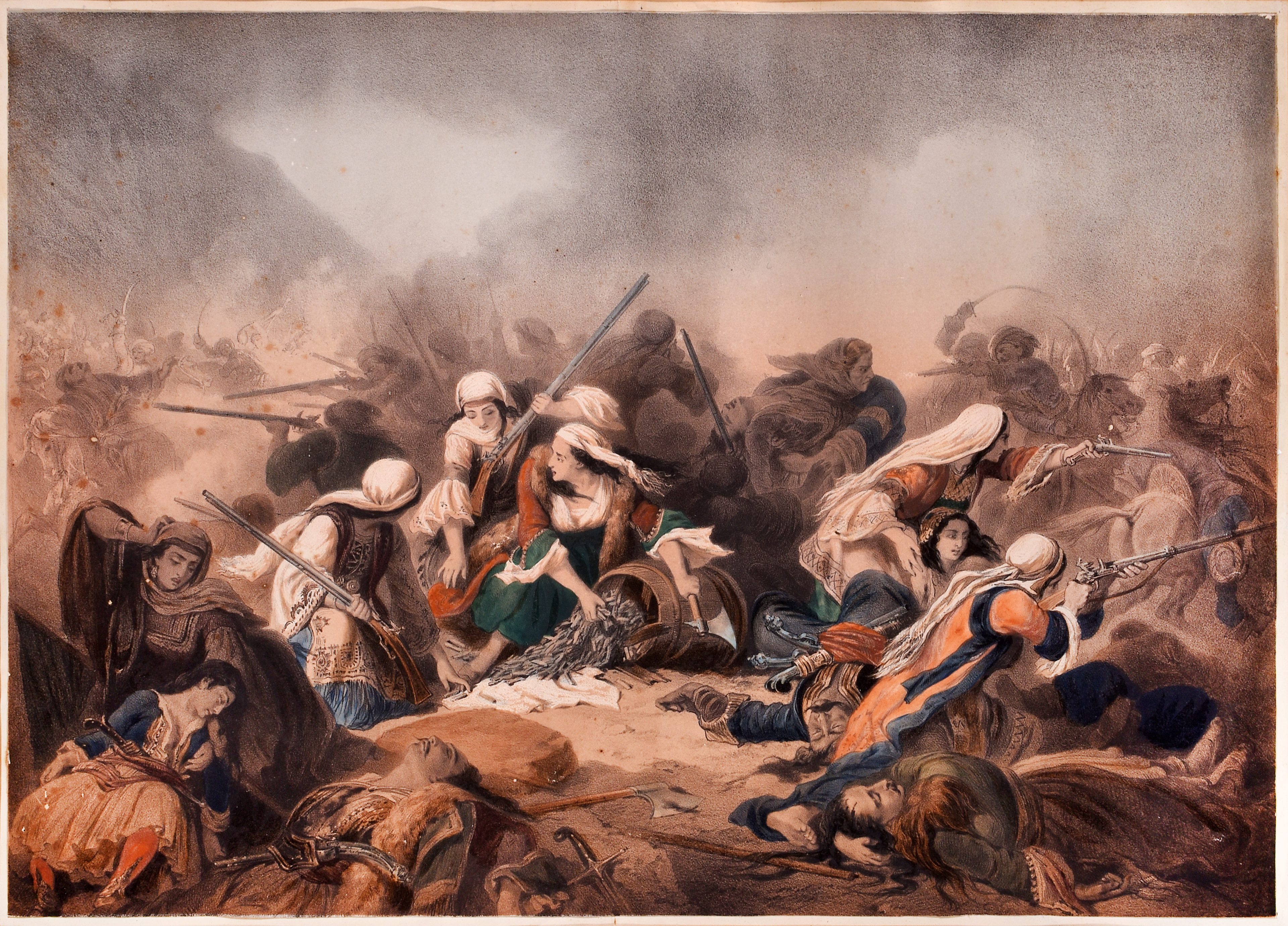
Moskos Tzavellas lors de la bataille de Kiafa, juillet 1792, dessiné par Alphonse de Neuville

Le 27 juillet 1792, les deux camps s'affrontent à Kiafa, où Ali Pacha est vaincu et contraint de se retirer à Ioánnina et d'entamer des pourparlers de paix. Selon Christóphoros Perrevós, la bataille se solde par la mort de 2 000 Turco-Albanais et 74 Souliotes, tandis que 97 Souliotes sont blessés. Une chronique vénitienne chiffre les pertes ottomanes à 600. Les pourparlers durent jusqu'en avril 1793, date à laquelle le traité de paix définitif est signé. Les droits des Souliotes sont maintenus et Ali Pacha leur verse une rançon pour les prisonniers de guerre qu'ils avaient capturés à Kiafa. Fotos Tzavelas, le fils de Lámbros Tzavélas, est libéré de la captivité ottomane, mais son clan est rendu responsable de la guerre par les Souliotes et perd son ancien prestige.